# П'єза
П'єза (від грец. πιέζω — тисну) — фізична одиниця тиску або механічного напруження в системі «метр-тонна-секунда». Позначається літерою «П».
Співвідношення з іншими одиницями:
1 П = 1000 H/м² = 1 стен/м² = 103 Па (бл. 0,01 ат).
Використовувалась у Франції в 1919—1961 роках та в СРСР у 1933—1955 роках. Надалі вийшла зі вжитку.